# حدود (مسلسل)
حدود (بالإنجليزية: Frontier) مسلسل دراما تاريخية كندي أمريكي. من إعداد براد بيتون، روب بلاك، وبيتر بلاك. تدور أحداثه في أمريكا الشمالية في القرن الثامن العشر. إنتاح قناة ديسكفري (كندا)، ونتفليكس. بدأ عرضه في 6 نوفمبر، 2016، في 25 أكتوبر، 2016، جدد المسلسل لموسم ثان.

## وصلات خارجية
- حدود على موقع IMDb (الإنجليزية)
- حدود على موقع ميتاكريتيك (الإنجليزية)
- حدود على موقع روتن توميتوز (الإنجليزية)
- حدود على موقع نتفليكس (الإنجليزية)
- حدود على موقع فيلمافينيتي (الإسبانية)
- حدود على موقع كينوبويسك (الروسية)
- حدود على موقع ألو سيني (الفرنسية)
- حدود على موقع قاعدة بيانات الفيلم (الإنجليزية)
- الموقع الرسمي